# Receiver operating characteristic

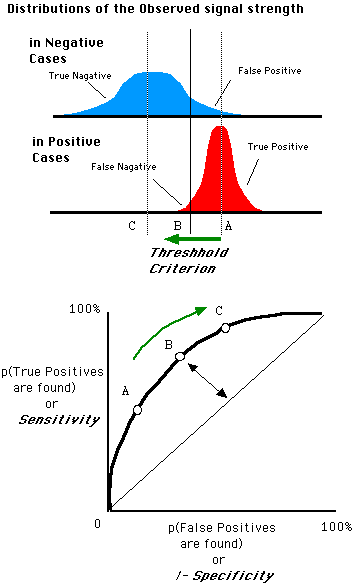
Un esempio di curva ROC.

Nella teoria delle decisioni, le curve ROC (Receiver Operating Characteristic, anche note come Relative Operating Characteristic) sono degli schemi grafici per un classificatore binario. Lungo i due assi si possono rappresentare la sensibilità e (1-specificità), rispettivamente rappresentati da True Positive Rate (TPR, frazione di veri positivi) e False Positive Rate (FPR, frazione di falsi positivi). In altre parole, si studiano i rapporti fra allarmi veri (hit rate) e falsi allarmi.
La curva ROC viene creata tracciando il valore del True Positive Rate (TPR, frazione di veri positivi) rispetto al False Positive Rate (FPR, frazione di falsi positivi) a varie impostazioni di soglia. Il tasso di veri positivi è anche noto come sensibilità, richiamo o probabilità di rilevazione. Il tasso di falsi positivi è anche noto come fall-out o probabilità di falsi allarmi e può essere calcolato come (1 - specificità). Può anche essere pensato come un diagramma della potenza in funzione dell'errore di tipo I :quando la prestazione viene calcolata da un solo campione della popolazione, può essere considerata come una stima di queste quantità. La curva ROC è quindi il tasso dei veri positivi in funzione del tasso dei falsi positivi. In generale, se sono note le distribuzioni di sensibilità e 1-specificità, la curva ROC può essere generata tracciando la funzione di distribuzione cumulativa (area sotto la distribuzione di probabilità da {\displaystyle -\infty }  alla soglia di discriminazione) della probabilità di rilevamento nell'asse y rispetto alla funzione di distribuzione cumulativa della probabilità di falso allarme sull'asse x.
Il ROC è anche noto come curva Receiver Operating Characteristic, poiché è un confronto tra due caratteristiche operative (TPR e FPR) al cambiare del criterio.

## Applicazioni
Le curve ROC furono utilizzate per la prima volta durante la seconda guerra mondiale, da alcuni ingegneri elettrotecnici che volevano individuare i nemici utilizzando il radar durante le battaglie aeree. Recentemente le curve ROC sono utilizzate in medicina, radiologia, psicologia, meteorologia, veterinaria, fisica e altri ambiti, come il machine learning ed il data mining.

## Concetto basilare
Se si considera un problema di predizione a 2 classi (classificatore binario come da figura: distribuzione rossa e azzurra), scelto un valore di soglia (threshold o cut-off), rispetto a cui decidere il risultato, ovvero se appartenente alla classe positiva (p) o negativa (n), dato che le due curve di distribuzione di probabilità risultano in parte sovrapposte, sono possibili quattro risultati a seconda della posizione del valore di cut-off:
- se il risultato della predizione è positivo p e il valore vero è anche positivo p, viene chiamato vero positivo (true positive - TP);
- se invece il valore vero è negativo, il risultato viene chiamato falso positivo (false positive - FP);
- al contrario, si ha un vero negativo (true negative - TN) quando entrambi, il risultato e il valore vero, sono negativi;
- un falso negativo (false negative - FN) invece si ha quando il risultato è negativo e il valore vero è positivo.

È inoltre possibile rappresentare questo tipo di situazione utilizzando una tabella di contingenza di tipo 2×2, dove le colonne rappresentano la distinzione tra soggetti sani e malati; le righe invece rappresentano il risultato del test sui pazienti. Un risultato qualitativo del test potrebbe essere quello di andare a valutare il numero di falsi positivi e negativi; meno ve ne saranno e maggiormente il test sarà valido.
|                      |        | valore vero    | valore vero    |        |
|                      |        | p              | n              | totale |
| -------------------- | ------ | -------------- | -------------- | ------ |
| predizione risultato | p'     | Vero Positivo  | Falso Positivo | P'     |
| predizione risultato | n'     | Falso Negativo | Vero Negativo  | N'     |
| totale               | totale | P              | N              |        |

Una curva ROC è il grafico dell'insieme delle coppie (FP, TP) al variare di un parametro del classificatore. Per esempio, in un classificatore a soglia, si calcola la frazione di veri positivi e quella di falsi positivi per ogni possibile valore della soglia; tutti i punti così ottenuti nello spazio FP-TP descrivono la curva ROC.
Attraverso l'analisi delle curve ROC si valuta la capacità del classificatore di discernere, ad esempio, tra un insieme di popolazione sana e malata, calcolando l'area sottesa alla curva ROC (Area Under Curve, AUC). Il valore di AUC, compreso tra 0 e 1, equivale infatti alla probabilità che il risultato del classificatore applicato ad un individuo estratto a caso dal gruppo dei malati sia superiore a quello ottenuto applicandolo ad un individuo estratto a caso dal gruppo dei sani.
Le curve ROC passano per i punti (0,0) e (1,1), avendo inoltre due condizioni che rappresentano due curve limite:
- una che taglia il grafico a 45°, passando per l'origine. Questa retta rappresenta il caso del classificatore casuale (linea di «nessun beneficio»), e l'area sottesa AUC è pari a 0,5.
- la seconda curva è rappresentata dal segmento che dall'origine sale al punto (0,1) e da quello che congiunge il punto (0,1) a (1,1), avendo un'area sottesa di valore pari a 1, ovvero rappresenta il classificatore perfetto.

## Alcuni concetti
- {\displaystyle TPR=TP/P=TP/(TP+FN)}
- {\displaystyle FPR=FP/N=FP/(FP+TN)}
- accuratezza {\displaystyle ACC=(TP+TN)/(P+N)}